# لیلی چوگاسیان
لیلی چوگاسیان (ارمنی: Լիլի Չուգասզյան؛ انگلیسی: Lili Chookasian؛ ۱ اوت ۱۹۲۱ – ۹ آوریل ۲۰۱۲) خواننده اپرا اهل ارمنی‌تبار ایالات متحده آمریکا بود.

## زندگی‌نامه
وی در ۱ اوت ۱۹۲۱ در شیکاگو به دنیا آمد وی کوچکترین میان سه فرزند خانواده بود.  لیلی در سال ۱۹۴۱ با جرج گاوجیان (انگلیسی: George Gavejian؛ متوفی ۱۹۸۷) ازدواج نمود و صاحب سه فرزند شدند.  وی در ۹ آوریل ۲۰۱۲ در سن ۹۰ سالگی در برنفورد درگذشت.